# Steinkohlensage
Die Steinkohlensage ist die Sage über die Entdeckung der Steinkohle im Ruhrgebiet. Die Sage berichtet, wie ein Hirtenjunge durch Zufall die Steinkohle entdeckt haben soll und so erst den Steinkohlenbergbau im Ruhrgebiet möglich gemacht haben soll. Diese Sage wird immer wieder in unterschiedlicher Form zitiert, wenn über den Anfänge der Entdeckung der Steinkohle erzählt wird.

## Inhalt der Sage

### Der Anfang
Der Held in dieser Sage ist ein Hirtenjunge, der in einem Tal in der Nähe der Stadt Witten Schweine hütete. Da er mit den Schweinen bis spät abends draußen bleiben musste, suchte er nach einer geeigneten Stelle, um sich ein Feuer zu machen. Dabei fand er ein Loch, das zuvor von einer Muttersau gegraben worden war, als sie am Fuß eines Baumes im Boden nach Wurzeln gerüsselt hatte.

Wörtlich heißt es in der Sage: 

„Ein Junge der hier einst seine Schweine hütete,
sah sich nach einer geeigneten Stelle um,
wo er Feuer machen könnte.
Er bemerkte, dass ein Mutterschwein (eine Mutte)
am Fuße eines Baumes ein Loch gewühlt hatte,
das ihm als Feuerstelle passend erschien.“

### Die Entdeckung der brennenden Steine
Nachdem er sich Reisig als Brennmaterial für das Feuer gesucht und passend aufgeschichtet hatte, entzündete er dieses und genoss das wärmende Feuer. Er verließ den Ort am Abend, ohne dass das Feuer erloschen war. Am anderen Morgen machte er eine wundersame Entdeckung, denn das Feuer war noch nicht erloschen. Die Glut hatte sich über Nacht in die schwarze Erde, die die Muttersau Tags zuvor freigelegt hatte, hineingebrannt.

Wörtlich heißt es in der Sage: 

„Er trieb die Sau weg und machte Feuer,
das sich merkwürdigerweise lange hielt.
Selbst am Abend, als er seine Schweine eintrieb,
war das Feuer noch nicht erloschen
und am anderen Tag, als er wieder zu der Stelle kam,
fand er zu seiner Verwunderung eine große Glut,
die sich nicht nur durch das Holz, sondern durch schwarze Erde hielt.“

### Die Weitergabe der Entdeckung
Der Hirtenjunge erzählt zu Hause seinem Vater von seiner wundersamen Entdeckung. Dieser untersucht den Fundort und begann an der Stelle als Erster im sogenannten Muttental nach Steinkohle zu graben.

Wörtlich heißt es in der Sage: 

„Zu Hause erzählte er seinem Vater,
wie er im Walde schwarze Steine gefunden hätte,
die eine viel größere Glut gäben, als das bloße Holz.
Der Vater untersuchte die Stelle,
die nun „Op de Mutte“ genannt wurde
und begann die erste Steinkohle zu fördern.“

Diese Nachricht von den „brennende Steinen“ verbreitete sich vermutlich sehr schnell in der näheren und weiteren Umgebung.

## Bewertung
Ob sich das Geschilderte wirklich so zugetragen hat, lässt sich heute nicht mit Gewissheit sagen. Auch der Ort der Entdeckung ist nicht eindeutig zuzuordnen, denn diese Sage wird auch in anderen Bergrevieren erzählt. In den Steinkohlenrevieren von Sprockhövel sowie in Essen-Werden oder im Mülheimischen Steinkohlerevier wird diese Geschichte gerne erzählt. So beansprucht das jeweilige Bergrevier, Ursprung der Steinkohlenentdeckung zu sein. Weiter ruhrabwärts streichen die Kohlenflöze in Essen ebenfalls nach über Tage aus. Auch zeitlich lässt sich diese Geschichte nicht eindeutig dem Beginn des Steinkohlenbergbaus in und um Witten zuordnen. Bekannt ist, dass für den Zeitraum von 1113 bis 1125 über Kohlengruben im Aachener Revier berichtet wird. Für das Ruhrgebiet wird das 12. Jahrhundert als Beginn des Steinkohlenbergbaus datiert, wo vermutlich von Jägern und Hirten nach Steinkohlen gegraben wurde, um ihre Feuer im Freien zu betreiben.